# Hadulipolia
Hadulipolia là một chi bướm đêm thuộc họ Noctuidae.